# Шубківська сільська рада
Шу́бківська сільська́ ра́да — орган місцевого самоврядування в Рівненському районі Рівненської області. Адміністративний центр — село Шубків.

## Загальні відомості
- Шубківська сільська рада утворена в 1959 році.
- Територія ради: 33,611 км²
- Населення ради: 4 112 особи (станом на 2001 рік)

## Населені пункти
Сільській раді підпорядковані населені пункти:
- с. Шубків
- с. Гориньград Другий
- с. Гориньград Перший
- с. Дуби
- с. Котів
- с. Рисв'янка

## Склад ради
Рада складається з 14 депутатів та голови.
- Голова ради: Іолтух Олександр Михайлович
- Секретар ради: Лагерник Наталія Михайлівна

Депутати:
- Буняк Людмила Володимирівна
- Буняк Анатолій Олександрович
- Воронко Анатолій Миколайович
- Грицак Галина Василівна
- Корзун Володимир Павлович
- Кузьмич Руслана Миколаївна
- Лагерник Наталія Михайлівна
- Лустюк Юлія Аркадіївна
- Радовенчик Дмитро Авакумович
- Руднік Іван Леонтійович
- Радовенчик Юрій Федорович
- Токар Микола Леонтійович
- Яцук Олександр Володимирович
- Яцюк Микола Якович

### Керівний склад попередніх скликань
| Прізвище, ім'я, по батькові | Основні відомості                                                 | Дата обрання | Дата звільнення |
| --------------------------- | ----------------------------------------------------------------- | ------------ | --------------- |
| Осіпчук Валентина Іванівна  | Сільський голова, 1958 року народження, освіта вища, позапартійна | 26.03.2006   | 31.10.2010      |
| Осіпчук Валентина Іванівна  | Сільський голова, 1958 року народження, освіта вища, позапартійна | 31.10.2010   |                 |
| Іолтух Олександр Михайлович | Сільський голова, 1970 року народження, освіта вища, позапартійна | 25.10.2015   |                 |

Примітка: таблиця складена за даними сайту Верховної Ради України